# Grisselskär (invid Saggö, Saltvik, Åland)
Grisselskär är ett skär i Åland (Finland). Det ligger i Skärgårdshavet och i kommunen Saltvik i landskapet Åland, i den sydvästra delen av landet. Ön ligger omkring 39 kilometer norr om Mariehamn och omkring 270 kilometer väster om Helsingfors.
Öns area är 29,8 hektar och dess största längd är 1,1 kilometer i nord-sydlig riktning. Trakten är glest befolkad. Närmaste större samhälle är Saltvik, 17,2 km söder om Grisselskär.